# 近日公园
近日公园是中国云南省会昆明市市中心的一个步行广场，1922年始建，2005年（庆祝昆明建市1240年）扩建，占地3.67公顷。近日公园位于该市传统的城市中轴线上，南面的三市街直通金马碧鸡坊，北面的正义路直通五华山，东面到东风东路护国广场，西面到东风西路。广场上有四根文化柱、九块石碑（上有“云南十八怪”的解释）和一幅老昆明地图。 